# 마낭 마르샹디 클럽
마낭 마르샹디 클럽(Manang Marshyandi Club)은 카트만두를 연고로 하는 네팔의 축구 클럽이다. 현재는 마티어스 메모리얼 A 디비전 리그에 참가하고 있는데 현재는 락스미 은행과 현대자동차의 후원을 받기 때문에 락스미 현대 마낭 마르샹디 클럽(Laxmi-Hyundai Manang Marshyangdi Club)이라고 부르기도 한다.

## 성적
- 마티어스 메모리얼 A 디비전 리그 우승 8회 (1986, 1987, 1989, 2000, 2003, 2006, 2014, 2019)

## 선수 명단

### 현역
- 사히드 애지즈
- 사이드자몰 다블라조네프
- 야쉬 투카람 마하타레
- 디아완두 니앙 디아뉴
- 코피 티모시 쿠도